# 2019 en science-fiction
| Années de la science-fiction : 2016 - 2017 - 2018 - 2019 - 2020 - 2021 - 2022    |
| Décennies de la science-fiction : 1980 - 1990 - 2000 - 2010 - 2020 - 2030 - 2040 |

L'année 2019 est marquée, en matière de science-fiction, par les événements suivants.

## Naissances et décès

### Décès
- 1er février : Andrew McGahan, écrivain australien, mort à 52 ans.
- 2 février : Carol Emshwiller, écrivain américain, morte à 97 ans.
- 1er avril : Vonda McIntyre, écrivain américain, morte à 70 ans.
- 14 avril : Gene Wolfe, écrivain américain, mort à 87 ans.
- 10 août : J. Neil Schulman, écrivain américain, mort à 66 ans.
- 29 août : Terrance Dicks, écrivain britannique, mort à 84 ans.
- 1er septembre : Katherine MacLean, femme de lettres américaine, née en 1925, morte à 94 ans.
- 24 octobre : Michael Blumlein, écrivain américain, mort à 71 ans.
- 29 décembre : Alasdair Gray, écrivain britannique, mort à 85 ans.
- 30 décembre : Syd Mead, illustrateur américain, mort à 86 ans.

## Prix

### Prix Hugo
- Roman : Vers les étoiles (The Calculating Stars) par Mary Robinette Kowal
- Roman court : Schémas artificiels (Artificial Condition) par Martha Wells
- Nouvelle longue : If at First You Don't Succeed, Try, Try Again (en) par Zen Cho (en)
- Nouvelle courte : Guide sorcier de l'évasion : Atlas pratique des contrées réelles et imaginaires (A Witch’s Guide to Escape: A Practical Compendium of Portal Fantasies) par Alix E. Harrow
- Série littéraire : Les Voyageurs (Wayfarers) par Becky Chambers
- Livre non-fictif ou apparenté : Archive of Our Own, un projet de l'Organisation pour les Œuvres Transformatives
- Histoire graphique : Monstress, volume 3 : Erreur fatale, écrit par Marjorie Liu, dessiné par Sana Takeda
- Présentation dramatique (format long) : Spider-Man: New Generation, scénarisé par Phil Lord et Rodney Rothman, réalisé par Bob Persichetti, Peter Ramsey et Rodney Rothman
- Présentation dramatique (format court) : l'épisode (Les) Janet de The Good Place, scénarisé par Josh Siegal et Dylan Morgan, réalisé par Morgan Sackett
- Éditeur de nouvelles : Gardner R. Dozois
- Éditeur de romans : Navah Wolfe
- Artiste professionnel : Charles Vess
- Magazine semi-professionnel : Uncanny Magazine (en), édité par Lynne M. Thomas (en), Michael Damian Thomas et Michi Trota ; podcast produit par Erika Ensign et Steven Schapansky ; numéro spécial Disabled People Destroy Science Fiction édité par Elsa Sjunneson-Henry et Dominik Parisien
- Magazine amateur : Lady Business, édité par Ira, Jodie, KJ, Renay et Susan
- Podcast amateur : Our Opinions Are Correct, présenté par Annalee Newitz et Charlie Jane Anders
- Écrivain amateur : Foz Meadows (en)
- Artiste amateur : Likhain (Mia Sereno)
- Meilleur livre artistique : The Books of Earthsea: The Complete Illustrated Edition, illustré par Charles Vess, écrit par Ursula K. Le Guin
- Prix Lodestar du meilleur roman pour jeunes adultes : De sang et de rage (Children of Blood and Bone) par Tomi Adeyemi
- Prix Campbell : Jeannette Ng

### Prix Nebula
- Roman : A Song for a New Day par Sarah Pinsker
- Roman court : Les Oiseaux du temps (This Is How You Lose the Time War) par Amal El-Mohtar et Max Gladstone
- Nouvelle longue : Carpe Glitter par Cat Rambo (en)
- Nouvelle courte : Give the Family My Love par A. T. Greenblatt
- Scénario pour un jeu : The Outer Worlds par  Leonard Boyarsky, Megan Starks, Kate Dollarhyde et Chris L'Etoile
- Prix Andre-Norton : Riverland par Fran Wilde (en)
- Prix Solstice : David Gaughran et John Picacio (en)
- Prix Ray-Bradbury : l'épisode Des temps difficiles de la série télévisée Good Omens par Douglas Mackinnon (en) (metteur en scène) et Neil Gaiman (scénariste)
- Prix du service pour la SFWA : Lee Martindale
- Grand maître : Lois McMaster Bujold

### Prix Locus
- Roman de science-fiction : Vers les étoiles (The Calculating Stars) par Mary Robinette Kowal
- Roman de fantasy : La Fileuse d'argent (Spinning Silver) par Naomi Novik
- Roman d'horreur : La Cabane aux confins du monde (The Cabin at the End of the World) par Paul Tremblay
- Roman pour jeunes adultes : Dread Nation par Justina Ireland
- Premier roman : La Piste des éclairs (Trail of Lightning) par Rebecca Roanhorse
- Roman court : Schémas artificiels (Artificial Condition) par Martha Wells
- Nouvelle longue : The Only Harmless Great Thing par Brooke Bolander (en)
- Nouvelle courte : The Secret Lives of the Nine Negro Teeth of George Washington par P. Djèlí Clark
- Recueil de nouvelles : Lumières noires (How Long ’til Black Future Month?) par N. K. Jemisin
- Anthologie : Sorciers et Magie (The Book of Magic) par Gardner R. Dozois, éd.
- Livre non-fictif : Ursula K. Le Guin: Conversations on Writing par Ursula K. Le Guin et David Naimon
- Livre d'art : The Books of Earthsea: The Complete Illustrated Edition (Ursula K. Le Guin) par Charles Vess
- Éditeur : Gardner R. Dozois
- Magazine : Tor.com
- Maison d'édition : Tor Books
- Artiste : Charles Vess

### Prix British Science Fiction
- Roman : Dans les profondeurs du temps (Children of Ruin) par Adrian Tchaikovsky
- Fiction courte : Les Oiseaux du temps (This is How You Lose the Time War) par Amal El-Mohtar et Max Gladstone

### Prix Arthur-C.-Clarke
- Lauréat : Rosewater (Rosewater) par Tade Thompson

### Prix Sidewise
- Format long : Future of Another Timeline par Annalee Newitz
- Format court : Christmas Truce par Harry Turtledove

### Prix E. E. Smith Memorial
- Lauréat : Melinda M. Snodgrass

### Prix Theodore-Sturgeon
- Lauréat : When Robot and Crow Saved East St. Louis par Annalee Newitz

### Prix Lambda Literary
- Fiction spéculative : The Breath of the Sun par Isaac R. Fellman

### Prix Seiun
- Roman japonais : Harmonielehre par Hirotaka Tobi

### Grand prix de l'Imaginaire
- Roman francophone : Le Cycle de Syffe (tomes 1 et 2) par Patrick K. Dewdney
- Nouvelle francophone : La Déferlante des mères par Luc Dagenais

### Prix Kurd-Laßwitz
- Roman germanophone : NSA – Nationales Sicherheits-Amt par Andreas Eschbach

### Prix Curt-Siodmak
- Film de science-fiction : Ready Player One, film américain par Steven Spielberg
- Série de science-fiction : The Orville
- Production allemande de science-fiction : non décerné

## Parutions littéraires

### Romans
- Les Furtifs, roman de Alain Damasio.
- L'Île de Silicium par Chen Qiufan (en).

### Recueils de nouvelles et anthologies
- Expiration, recueil de nouvelles par Ted Chiang.

## Sorties audiovisuelles

### Films
- A.I. Rising par Lazar Bodroza.
- Ad Astra par James Gray.
- Alita: Battle Angel par Robert Rodriguez.
- Captain Marvel par Anna Boden et Ryan Fleck.
- Captive State par Rupert Wyatt.
- Gemini Man par Ang Lee.
- Godzilla 2 : Roi des monstres par Michael Dougherty.
- I Am Mother par Grant Sputore.
- Iron Sky 2 par Timo Vuorensola.
- Le Bout du monde par McG.
- Little Joe par Jessica Hausner.
- Men in Black: International par F. Gary Gray.
- Mirage par  Oriol Paulo.
- Star Wars, épisode IX : L'Ascension de Skywalker par J. J. Abrams.
- Proxima par Alice Winocour.
- Terminator: Dark Fate par Tim Miller.
- X-Men: Dark Phoenix par Simon Kinberg.

### Séries
- Les 100, saison 6.
- 3%, saison 3.
- Counterpart, saison 2.
- Dark, saison 2.
- The Expanse, saison 4.
- Final Space, saison 2.
- Killjoys, saison 5.
- Le Maître du Haut Château, saison 4.
- The Mandalorian, saison 1.
- Perdus dans l'espace, saison 2.
- Star Trek: Discovery, saison 2.
- Star Wars Resistance, saison 2.
- Stranger Things, saison 3.

## 2019 dans la fiction
- Blade Runner, film sorti en 1982, se déroule en 2019.
- 2019 après la chute de New York, film sorti en 1983, se déroule en 2019.
- Akira, manga publié le 20 décembre 1982, se déroule en 2019.